# Caligula's Horse
 (octobre 2018).
Si vous disposez d'ouvrages ou d'articles de référence ou si vous connaissez des sites web de qualité traitant du thème abordé ici, merci de compléter l'article en donnant les références utiles à sa vérifiabilité et en les liant à la section « Notes et références ».
Caligula's Horse est un groupe de metal progressif australien originaire de Brisbane, dans le Queensland. Le groupe est fondé par Sam Vallen et Jim Grey au début de 2011. Aujourd'hui, le groupe est composé du chanteur Jim Grey, du guitariste soliste Sam Vallen, du bassiste Dale Prinsse, et du batteur Josh Griffin. Le premier succès commercial du groupe fut en 2015 avec la sortie de leur album Bloom, qui atteint la 16e place des charts d'albums australiens.
Leur premier album Moments from Ephemeral City, sorti en 2011, et l'EP qui a suivi la même année, Colossus, furent produits indépendamment, avant que le groupe ne signe avec Welkin Records et ne sortent leur second album, The Tide, the Thief & River's End en 2013. Le groupe a ensuite rejoint la maison de production InsideOut Music pour sortir leur album Bloom en 2015.
Le quatrième album du groupe, In Contact, est sorti le 15 septembre 2017.

## Historique

### Formation etMoments from Ephemeral City/Colossus(2011)
Début 2011, Caligula's Horse est fondé par Sam Vallen et Jim Grey. Le nom du groupe fut trouvé par Jim Grey, qui étudiait l'histoire ancienne et les langues classiques à l'université. Il fait référence à Incitatus, le cheval favori de l'empereur romain Caligula. À ses débuts, le groupe n'était composé que de Jim Grey au chant et Sam Vallen qui jouait tous les instruments. Leur premier album, Moments from Ephemeral City fut produit indépendamment, et sortit le 2 avril 2011. Vallen est crédité comme compositeur, guitariste, producteur, ingénieur du son, mixeur, et mastériseur. Le groupe hésitait à poursuivre son processus créatif, mais au vu de l'accueil de l'album par les internautes, ils décidèrent d'engager d'autres musiciens pour jouer des concerts. Ils recrutèrent Zac Greensill, Geoff Irish et Dave Couper, respectivement à la guitare, à la batterie, et à la guitare basse. Pour présenter cette nouvelle formation, un EP de deux titres, Colossus, sortit en septembre 2011.

### The Tide, the Thief & River's End(2013)
En milieu d'année 2012, le groupe entra en studio pour commencer à enregistrer leur deuxième album. The Tide, the Thief & River's End sortit le 13 octobre 2013 chez Welkin Records. Il s'agit d'un album-concept ou chaque piste raconte chronologiquement le soulèvement d'un groupe de rebelles nommé "The Tide" (la marée), dans la ville fictive de "River's End" (l'embouchure de la rivière), et le voyage d'un peuple oppressé qui trouvera un havre de paix qui aura toutefois de malheureuses ressemblances avec leur ville d'origine. "The Thief" (le voleur) est le seul personnage qui restera dans l'histoire du début à la fin.
Après la sortie de l'album, le groupe se lança dans une tournée avec un calendrier très rempli, où il accompagna les groupes Opeth, Mastodon, The Dillinger Escape Plan, Protest the Hero, The Ocean, Firewind, Twelve Foot Ninja, et Ne Obliviscaris, et commença à être reconnu pour ses concerts énergiques et sa présence scénique très forte.

### Bloom(2015)
Après la sortie du second LP du groupe, le label allemand InsideOut Music signa un contrat pour la sortie du troisième album du groupe, Bloom. Peu avant la sortie de l'album, ils se lancèrent dans une tournée australienne en compagnie de TesseracT, où ils jouèrent les chansons favorites du public extraites des deux premiers albums, ainsi que des chansons inédites extraites du nouvel album. Bloom sortit le 16 octobre 2015, et atteignit la seizième place des Charts Australiens dans la catégorie des groupes australiens, et la soixante-quinzième place dans le classement des groupes internationaux. Il atteignit la soixante-treizième place des classements iTunes d'Australie. La pochette de l'album a été dessinée par Chris Stevenson-Mangos, qui avait pour objectif de créer "quelque chose de coloré et dynamique, avec un design quelque peu circulaire, sans angles nets, mais qui pourrait rappeler les vitraux, et qui dépeindrait beaucoup de nature".
Un clip vidéo sortit pour la chanson Firelight.
Le groupe fit ses premiers pas en Europe accompagné de Shining pour une tournée entre octobre et novembre 2015.
Le 30 mai 2016, le départ de Geoff Irish, batteur du groupe, a été annoncé. Il rejoindra en 2019 le groupe de Pirate Metal Lagerstein sous le pseudonyme de Rusty Timbers.
Le 10 août 2016, une vidéo de Josh Griffin rejouant la batterie du morceau Rust fut publiée par le groupe comme présentation de leur nouveau batteur.
Le 28 janvier 2017, le guitariste Zac Greensill annonce son départ pour se concentrer sur un autre projet, Opus of a Machine, il est remplacé par Adrian Goleby, qui connaissait déjà Jim Grey pour avoir joué avec lui dans le groupe Arcane quelques années auparavant.

### In Contact(2017)
Le 4 août 2017, la chanson Will's Song (Let the Colours Run) fut dévoilée pour préparer la sortie d'un nouvel album.
Le 15 septembre 2017 sort In Contact, premier album du groupe avec Adrian Goleby à la guitare rythmique et Josh Griffin à la batterie, et dernier album avec Dave Couper à la basse. L'album reçut un accueil critique très favorable, particulièrement dans le milieu du rock/metal progressif.
Le 10 décembre 2018, le bassiste Dave Couper annonce son départ pour des raisons de santé et de problèmes financiers, ainsi que pour des raisons d'autres inspirations musicales. Le 5 mars 2019 Dale Prinsse est présenté comme le nouveau bassiste du groupe.
D'août à septembre, Caligula's Horse organise une tournée sur le continent américain, une première pour le groupe.

### Rise Radiant(2020)
Le 22 mai 2020 sort Rise Radiant, leur cinquième album studio, le premier avec leur nouveau bassiste.
Le 6 juillet 2021, le départ d'Adrian Goleby est annoncé sur les réseaux sociaux du groupe, le guitariste expliquant des envies d'explorer d'autres aspects de sa vie. Le groupe a annoncé ne pas être à la recherche d'un remplaçant, et reste donc un quatuor depuis lors.
Lors de leur tournée australienne de début 2022, l'ancien guitariste Zac Greensill joue avec le groupe pour la première fois depuis cinq ans, en tant que membre invité.

### Charcoal Grace(2024)
Le 10 novembre 2023 sort un nouveau single, intitulé Golem, en même temps que l'annonce d'un nouvel album, au titre de Charcoal Grace, qui sortira le 26 janvier 2024.

## Style musical et influences
Caligula's horse est souvent décrit comme un groupe de rock progressif ou de metal progressif, et se déclare être un groupe de rock alternatif progressif.
Sam Vallen, guitariste principal et compositeur du groupe a déclaré que Steely Dan avait une grande influence sur sa musique, et qu'il utilisait souvent les accords de "Mu Majeur (en)" caractéristiques du groupe américain dans ses compositions.

## Membres

### Membres actuels
- Jim Grey : chant (depuis 2011)
- Sam Vallen : guitare (depuis 2011)
- Josh Griffin : batterie (depuis 2016)
- Dale Prinsse : basse (depuis 2019)

### Anciens membres
- Dave Couper : basse, chant (2011-2018)
- Geoff Irish : batterie (2011–2016)
- Zac Greensill : guitare, chant (2011–2017, membre invité en 2022)
- Adrian Goleby : guitare (2017-2021)

## Discographie

### Albums studios
- 2011 : Moments from Ephemeral City
- 2013 : The Tide, the Thief & River's End
- 2015 : Bloom
- 2017 : In Contact
- 2020 : Rise Radiant
- 2024 : Charcoal Grace

### EP
- 2011 : Colossus